# Adriano Alex Taribello
Adriano Alex Taribello (Merate, 19 agosto 1976) è un ex calciatore italiano, di ruolo attaccante.

## Carriera
Nella stagione 1994-1995 ha giocato 7 partite in Serie A con la Reggiana segnando 0 gol.

## Palmarès

### Club

#### Competizioni nazionali
- Campionato Nazionale Dilettanti: 1

Campobasso: 1999-2000

#### Competizioni regionali
- Coppa Italia Dilettanti Abruzzo: 1

L'Aquila: 2008-2009